# Altenkirchen (Westerwald)

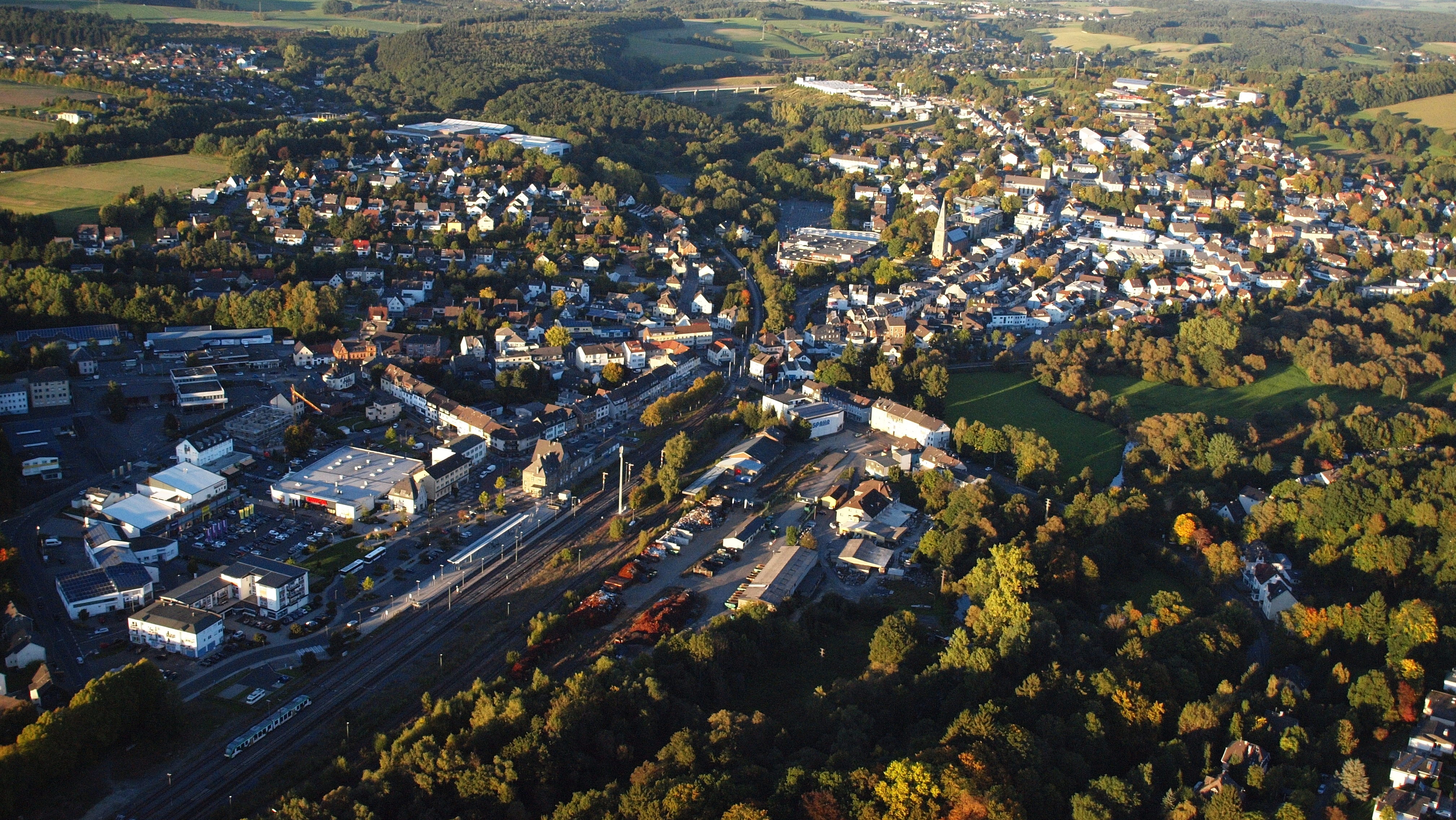
Altenkirchen (Westerwald), Luftaufnahme (2015)

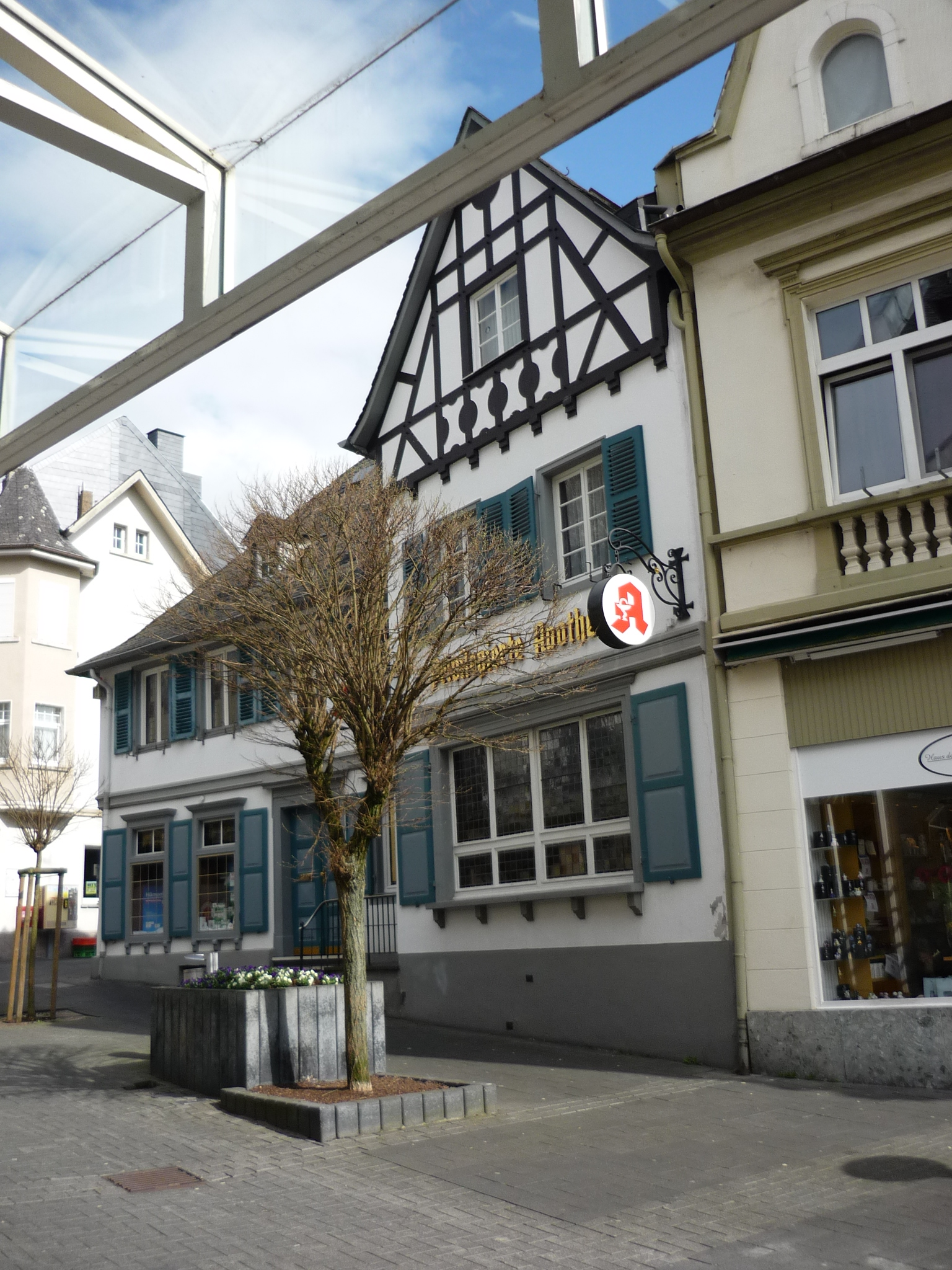
Privilegierte Apotheke in der Wilhelmstraße, eines der ältesten Gebäude Altenkirchens

Altenkirchen (Westerwald) (Ausspracheⓘ) ist Sitz der Kreisverwaltung des Landkreises Altenkirchen (Westerwald) in Rheinland-Pfalz und Verwaltungssitz der Verbandsgemeinde Altenkirchen-Flammersfeld.
Die Stadt ist gemäß Landesplanung als Mittelzentrum ausgewiesen.

## Geographie

### Geographische Lage
Altenkirchen liegt im Nordwesten des Westerwaldes im Naturraum Altenkirchener Hochfläche. Es befindet sich an der Einmündung des Erbachs in die direkt südlich der Kernstadt vorbeifließende Wied.
Jenseits der Wied erhebt sich der Johannisberg (289,3 m), auf dessen westlichen Hochlagen der Altenkirchener Bismarckturm steht.
Wenige Kilometer entfernt liegen im Südwesten der Naturpark Rhein-Westerwald und im Nordwesten der Naturpark Bergisches Land.
Nächstgelegene Großstädte sind Siegen (35 km NO), Koblenz (36 km SW), Bonn (38 km W), Bergisch Gladbach (50 km NW) und Köln (55 km NW).

### Stadtgliederung
Altenkirchen hat folgende Stadtteile:
- Bergenhausen
- Dieperzen
- Honneroth
- Leuzbach

### Nachbargemeinden
An Altenkirchen grenzen folgende Gemeinden (in Uhrzeigerrichtung, von Norden beginnend): Bachenberg, Obererbach (Westerwald), Mammelzen, Sörth, Michelbach, Gieleroth, Fluterschen, Almersbach, Schöneberg, Neitersen, Helmenzen, Kettenhausen und Busenhausen.

## Geschichte

### Mittelalter
Erstmals erwähnt wird Altenkirchen 1131 in einer Urkunde von Papst Innozenz II., der dem Bonner Stift St. Cassius und Florentius die beiden Höfe zu Birnbach und Altenkirchen bestätigte.
Schon in der Mitte des 12. Jahrhunderts wird Altenkirchen in den Besitz der Grafen von Sayn gelangt sein, die die Vögte des Stiftes St. Cassius waren und hier das Schloss Altenkirchen errichteten. Am 16. Dezember 1314 verlieh König Ludwig der Bayer Altenkirchen Stadtrechte. Kaiser Karl IV. bestätigte am 4. Februar 1357 die Altenkirchener Stadtrechte, nur wenige Tage bevor dem wiedischen Almersbach auf dem gegenüberliegenden Ufer der Wied ebenfalls die Stadtrechte verliehen wurden.

### Neuzeit
In der zweiten Hälfte des 16. Jahrhunderts traten in Altenkirchen 1574 und 1584 die Landtage der saynischen Landstände zusammen. 1561 kam es zur Einführung der Wittenberger Reformation durch die Grafen von Sayn. Graf Heinrich IV. ließ 1586 das Altenkirchener Schloss errichten, das 1862 abgerissen wurde. Mit ihm starben 1606 die Grafen von Sayn im Mannesstamm aus. Als am 12. September 1605 Wilhelm III. Graf von Sayn-Wittgenstein-Sayn die Regierung der Grafschaft übernahm, verfügte er den Übergang zum reformierten Bekenntnis. Sayn-Wittgenstein-Sayn starb 1636 im Mannesstamm aus. Die Erbtöchter Sayn-Wittgenstein-Sayns teilten in mehreren Teilungsverträgen ab 1652 die Grafschaft. Ernestine, verehelicht mit dem Burggrafen von Kirchberg erbte Sayn-Hachenburg, Johannetta, verheiratet seit 1661 mit Herzog Johann Georg von Sachsen-Eisenach, erhielt Sayn-Altenkirchen. So fiel die Stadt über die Heirat 1661 an das Herzogtum Sachsen-Eisenach. Daniel Eberlin, später Schwiegervater von Georg Philipp Telemann, war zwischen 1665 und 1668 Hofmusiker am Altenkirchener Schloss.
1728 brannte die Stadt fast gänzlich nieder. 1741 erbten die Markgrafen von Brandenburg-Ansbach die Grafschaft Sayn-Altenkirchen, 1791 traten diese die Grafschaft an Preußen ab, das Sayn-Altenkirchen infolge des Reichsdeputationshauptschlusses vom 25. Februar 1803 an das Herzogtum Nassau abgeben musste. Mit dem Wiener Kongress 1815 fiel Sayn-Altenkirchen mit weiten Teilen von Sayn-Hachenburg und anderen Gebieten wieder an Preußen und ging als Kreis Altenkirchen im preußischen Regierungsbezirk Koblenz auf. Kirchspiel und Stadt Altenkirchen wurden der Bürgermeisterei Altenkirchen zugeordnet.
Während der Revolutionskriege kam es am 4. Juni 1796 zwischen den französischen Truppen unter General Jean-Baptiste Kléber und den kaiserlichen Habsburgern unter Befehl Herzog Ferdinand von Württemberg zur Schlacht bei Altenkirchen. Bei weiteren Kämpfen wurde im Herbst 1796 der französische General François Séverin Marceau so schwer verwundet, dass er in Altenkirchen starb. Das lange kaum genutzte Schloss wurde 1862 zum Abbruch verkauft; die verbliebenen Reste wurden gegen Ende des Zweiten Weltkrieges fast vollständig zerstört. Heute erinnert lediglich der Altenkirchener Schlossplatz noch an das Gebäude.
Ein Großfeuer zerstörte am 23. April 1893 insgesamt 59 Wohnhäuser, 33 Nebengebäude und die evangelische Kirche, die 1822–1827 nach den Plänen des Architekten und obersten preußischen Baubeamten Karl Friedrich Schinkel anstelle des romanischen Vorgängerbaus errichtet worden war.

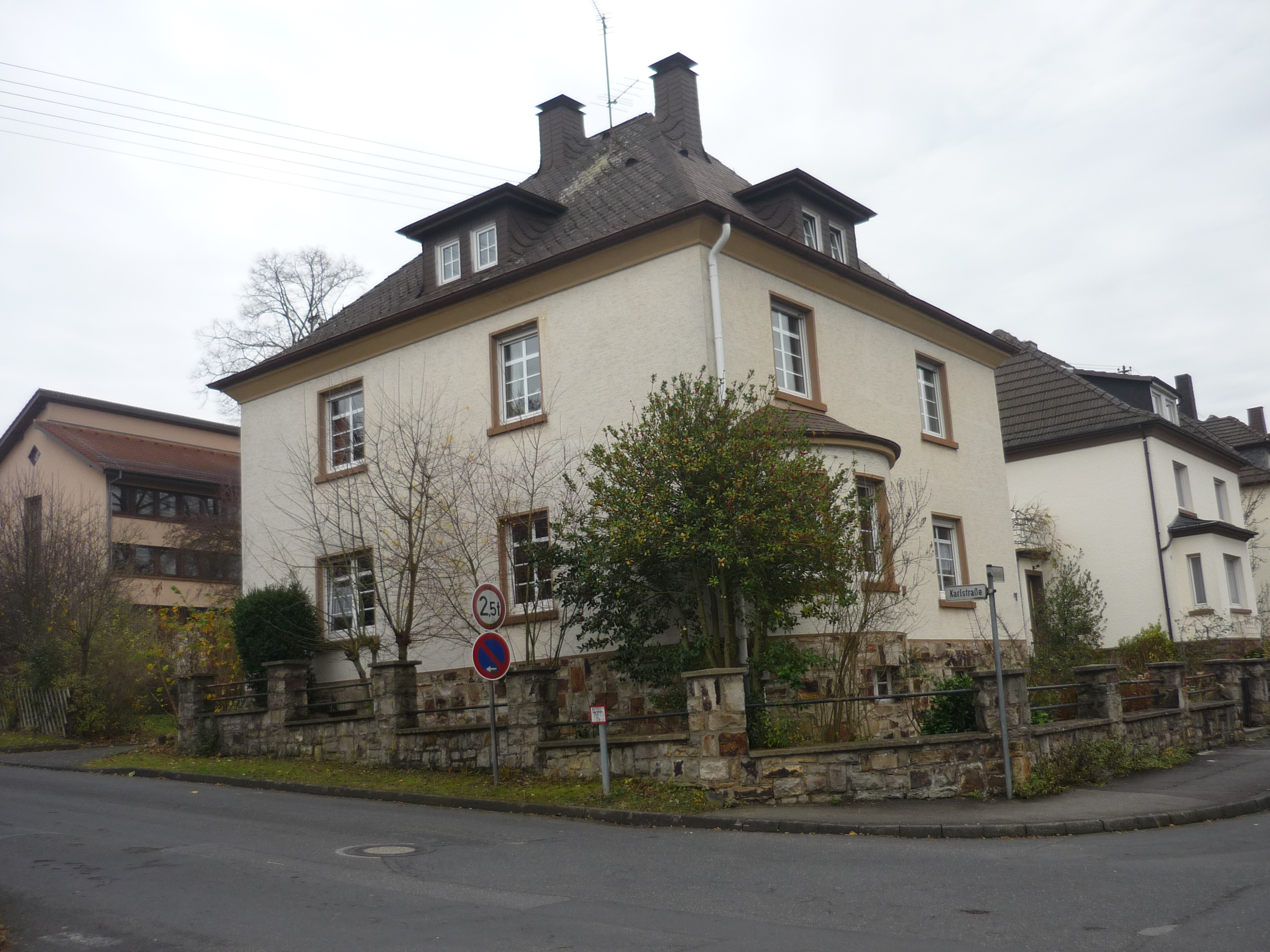
Bebauung der 1920er Jahre in der Parkstraße, im Hintergrund links das neue Finanzamt

### 20. Jahrhundert
1939 wurden die Orte Leuzbach und Bergenhausen nach Altenkirchen eingemeindet.
Am 7. März 1945 kam es zu mehreren Luftangriffen, die die Stadt nahezu vollständig zerstörten, über 200 Menschen wurden getötet. 193 Häuser der Stadt waren total zerstört, 120 weitere Gebäude beschädigt. Beide Kirchen, die Schulen, der Bahnhof und das alte Gebäude des Amtsgerichts lagen in Trümmern. Die Wilhelmstraße war unpassierbar, so dass die einrückenden amerikanischen Panzer den Weg nach Wissen über den Damm der Bahn nach Hachenburg erreichten. Erst 1965 war der Wiederaufbau weitgehend abgeschlossen.
Mit dem Landkreis Altenkirchen kam Altenkirchen 1946 zu Rheinland-Pfalz. Am 10. Juni 1979 wurde die bislang selbständige Gemeinde Dieperzen mit dem Hofgut Honneroth eingemeindet. Auf dieser Fläche entstand in den 1980–1990er Jahren der neue Stadtteil Honneroth.
Altenkirchen war bis zur Wiedervereinigung die kleinste Kreisstadt der Bundesrepublik, danach wurde es zunächst Seelow, die vormals kleinste Kreisstadt der DDR. Heute ist Cochem die kleinste deutsche Kreisstadt.

### Einwohnerstatistik
| Altenkirchen: Einwohnerzahlen von 1787 bis 2023    | Altenkirchen: Einwohnerzahlen von 1787 bis 2023 | Altenkirchen: Einwohnerzahlen von 1787 bis 2023 | Altenkirchen: Einwohnerzahlen von 1787 bis 2023 | Altenkirchen: Einwohnerzahlen von 1787 bis 2023 |
| -------------------------------------------------- | ----------------------------------------------- | ----------------------------------------------- | ----------------------------------------------- | ----------------------------------------------- |
| Jahr                                               |                                                 |                                                 |                                                 | Einwohner                                       |
| 1787                                               | 1787                                            |                                                 | 112                                             | 112                                             |
| 1800                                               | 1800                                            |                                                 | 450                                             | 450                                             |
| 1830                                               | 1830                                            |                                                 | 990                                             | 990                                             |
| 1840                                               | 1840                                            |                                                 | 1.347                                           | 1.347                                           |
| 1853                                               | 1853                                            |                                                 | 1.497                                           | 1.497                                           |
| 1861                                               | 1861                                            |                                                 | 1.700                                           | 1.700                                           |
| 1900                                               | 1900                                            |                                                 | 2.044                                           | 2.044                                           |
| 1919                                               | 1919                                            |                                                 | 2.829                                           | 2.829                                           |
| 1933                                               | 1933                                            |                                                 | 3.333                                           | 3.333                                           |
| 1939                                               | 1939                                            |                                                 | 3.562                                           | 3.562                                           |
| 1946                                               | 1946                                            |                                                 | 3.601                                           | 3.601                                           |
| 1950                                               | 1950                                            |                                                 | 4.189                                           | 4.189                                           |
| 1962                                               | 1962                                            |                                                 | 4.618                                           | 4.618                                           |
| 1984                                               | 1984                                            |                                                 | 4.553                                           | 4.553                                           |
| 1999                                               | 1999                                            |                                                 | 6.640                                           | 6.640                                           |
| 2011                                               | 2011                                            |                                                 | 6.360                                           | 6.360                                           |
| 2014                                               | 2014                                            |                                                 | 6.162                                           | 6.162                                           |
| 2015                                               | 2015                                            |                                                 | 6.221                                           | 6.221                                           |
| 2017                                               | 2017                                            |                                                 | 6.313                                           | 6.313                                           |
| 2020                                               | 2020                                            |                                                 | 6.301                                           | 6.301                                           |
| 2023                                               | 2023                                            |                                                 | 6.603                                           | 6.603                                           |
| Quelle(n): Statistisches Landesamt Rheinland-Pfalz |                                                 |                                                 |                                                 |                                                 |

### Konfessionsstatistik
Laut dem Zensus 2011 waren 43,2 % der Einwohner evangelisch, 21,0 % römisch-katholisch und 35,8 % waren konfessionslos, gehörten einer anderen Glaubensgemeinschaft an oder machten keine Angabe. Der Anteil der Protestanten und Katholiken an der Gesamtbevölkerung ist seitdem beträchtlich gesunken. Ende Januar 2025 hatten 29,2 % der Einwohner die evangelische Konfession und 16,1 % die katholische. 54,7 % gehörten entweder einer anderen Glaubensgemeinschaft an oder waren konfessionslos.

## Politik

### Stadtrat
Der Stadtrat in Altenkirchen besteht aus 22 Ratsmitgliedern, die bei der Kommunalwahl am 9. Juni 2024 in einer personalisierten Verhältniswahl gewählt wurden, und dem ehrenamtlichen Stadtbürgermeister als Vorsitzendem.
| Wahl | SPD | CDU | Grüne | FDP | FWG * | Gesamt   |
| ---- | --- | --- | ----- | --- | ----- | -------- |
| 2024 | 5   | 8   | 2     | 2   | 5     | 22 Sitze |
| 2019 | 6   | 7   | 3     | 2   | 4     | 22 Sitze |
| 2014 | 7   | 8   | 2     | 1   | 4     | 22 Sitze |
| 2009 | 6   | 9   | 2     | 2   | 3     | 22 Sitze |
| 2004 | 6   | 11  | 2     | 1   | 2     | 22 Sitze |
| 1999 | 7   | 10  | 1     | 1   | 3     | 22 Sitze |

### Bürgermeister

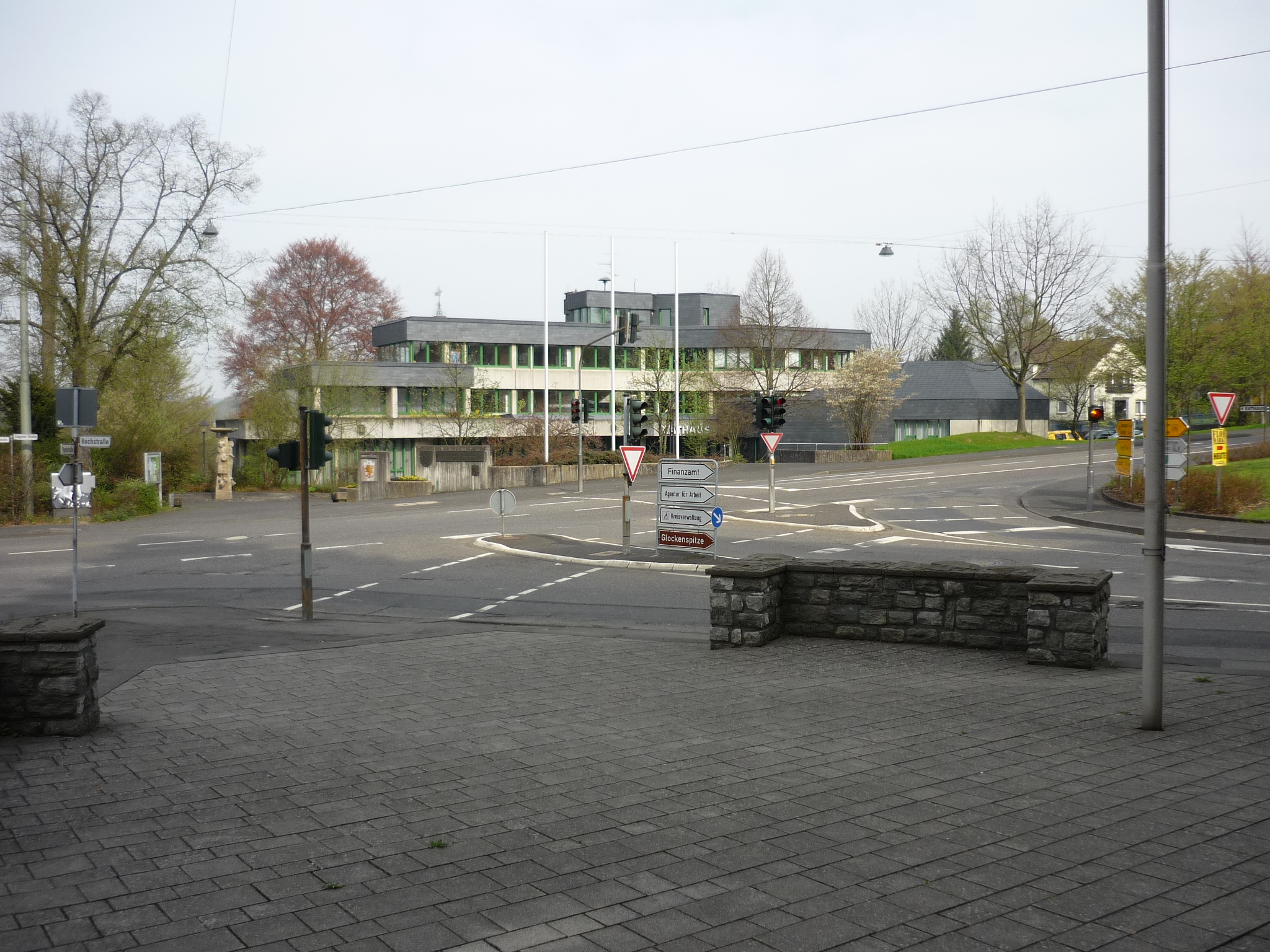
Verbandsgemeindeverwaltung in Altenkirchen

Ralf Lindenpütz (CDU) wurde am 5. Oktober 2022 ehrenamtlicher Stadtbürgermeister von Altenkirchen. Bei der Direktwahl am 18. September 2022 war er – als einziger Kandidat – mit einem Stimmenanteil von 79,88 % gewählt worden. Am 9. Juni 2024 wurde Lindenpütz erneut als einziger Bewerber mit 75,7 % der Stimmen wiedergewählt. Die Wahlbeteiligung lag bei 49,9 %.
Der Vorgänger von Lindenpütz, Matthias Gibhardt (SPD) hatte das Amt 2019 übernommen. Er war am 16. Juni 2019 in einer Stichwahl für fünf Jahre gewählt worden. Im Mai 2022 kündigte er jedoch an, das Amt aus persönlichen Gründen zum 31. Mai 2022 vorzeitig niederzulegen. Vom 1. Juni 2022 an wurden daher die Amtsgeschäfte vorübergehend durch den Ersten Beigeordneten Paul-Josef Schmitt (CDU) übernommen.
Siehe auch Liste der Bürgermeister von Altenkirchen (Westerwald)

### Wappen und Stadtflagge
Wappen
| Wappen von Altenkirchen | Blasonierung: „In rotem Schild ein doppelgeschweifter leopardierter goldener Löwe mit vollem Antlitz; auf dem Schild eine dreitürmige sandsteinfarbige Mauerkrone.“                                                                                                   |
| Wappen von Altenkirchen | 1905 wurde seitens der Stadt die Wiedereinführung des Wappens beschlossen. Am 4. Februar 1907 wurde durch königlichen Erlass durch das preußische Innenministerium die Genehmigung zur Führung des Wappens erteilt und dies dem Stadtrat am 11. März 1907 mitgeteilt. |

Beschreibung der Flagge
Die Stadtflagge ist längsgestreift, rot-gold, wobei beide Streifen gleich breit sind. In der Mitte trägt die Flagge das oben näher bezeichnete Wappen.

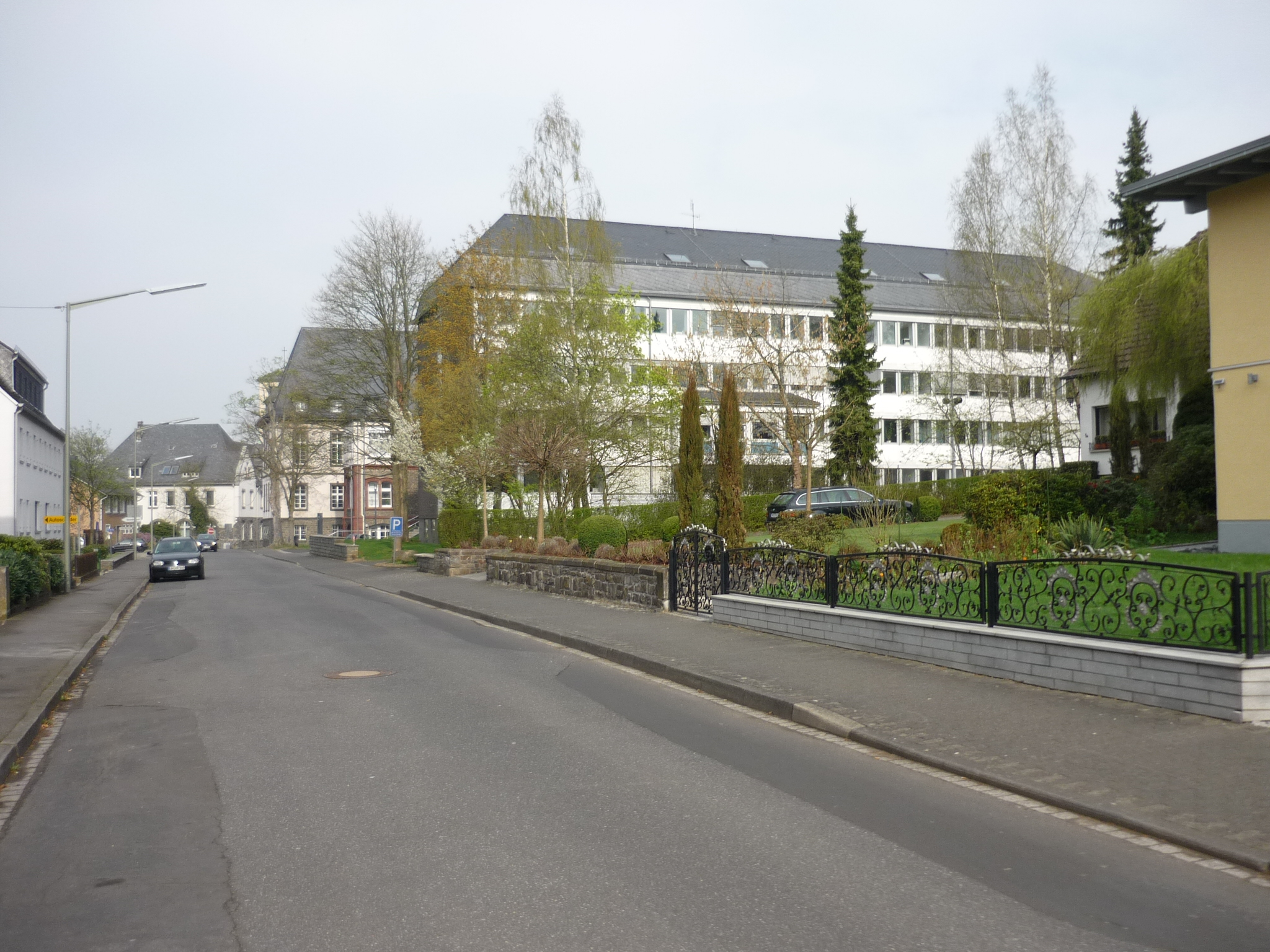
Kreisverwaltung Altenkirchen

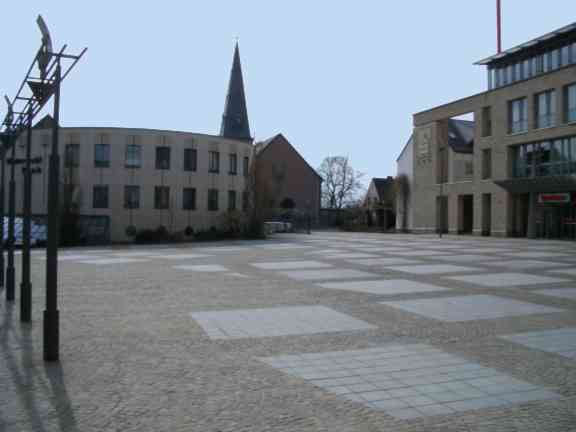
Schlossplatz mit evangelischer Christuskirche

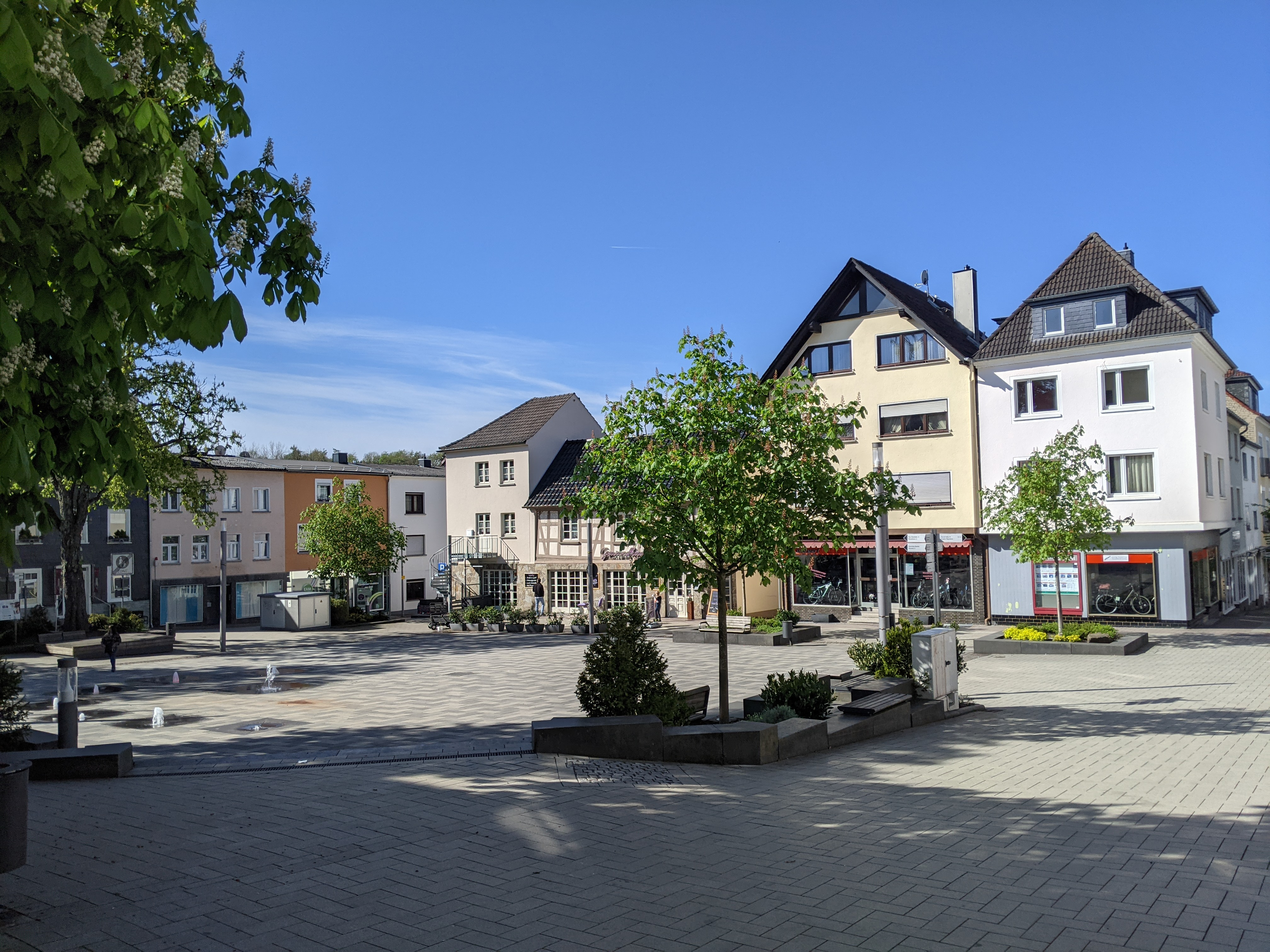
Marktplatz

### Städtepartnerschaften
Altenkirchen unterhält eine Partnerschaft mit dem französischen Tarbes und der polnischen Gemeinde Olszanka im Powiat Brzeski.

## Öffentliche Einrichtungen

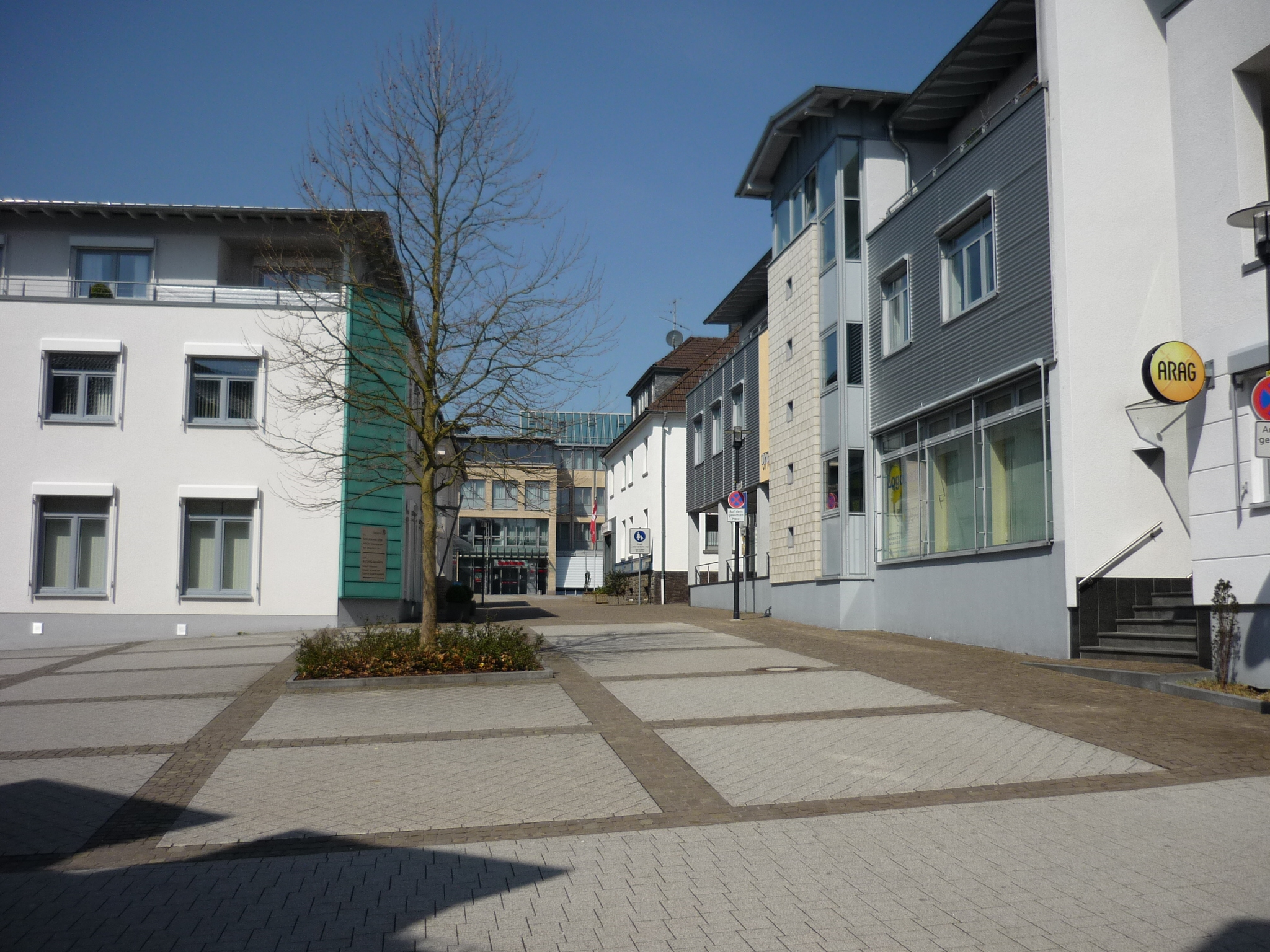
Saynstraße mit Blick auf den Neubau der Kreissparkasse

Die Kreisstadt Altenkirchen ist als voll ausgestattetes Mittelzentrum Sitz zahlreicher Behörden und öffentlicher Einrichtungen:
- Kreisverwaltung Altenkirchen
- Stadt- und Verbandsgemeindeverwaltung Altenkirchen
- Amtsgericht Altenkirchen
- Finanzamt Altenkirchen-Hachenburg
- AOK Rheinland-Pfalz, Regionaldirektion Altenkirchen
- Forstamt Altenkirchen
- Verbandsgemeindefeuerwehr Altenkirchen
- DRK-Krankenhaus Altenkirchen-Hachenburg (Verbundkrankenhaus der Regelversorgung mit den Standorten Altenkirchen und Hachenburg)
- Fachklinik für suchtkranke Frauen der REHA Fachkliniken GmbH
- Sportzentrum Altenkirchen mit Hallenbad

## Wirtschaft und Infrastruktur

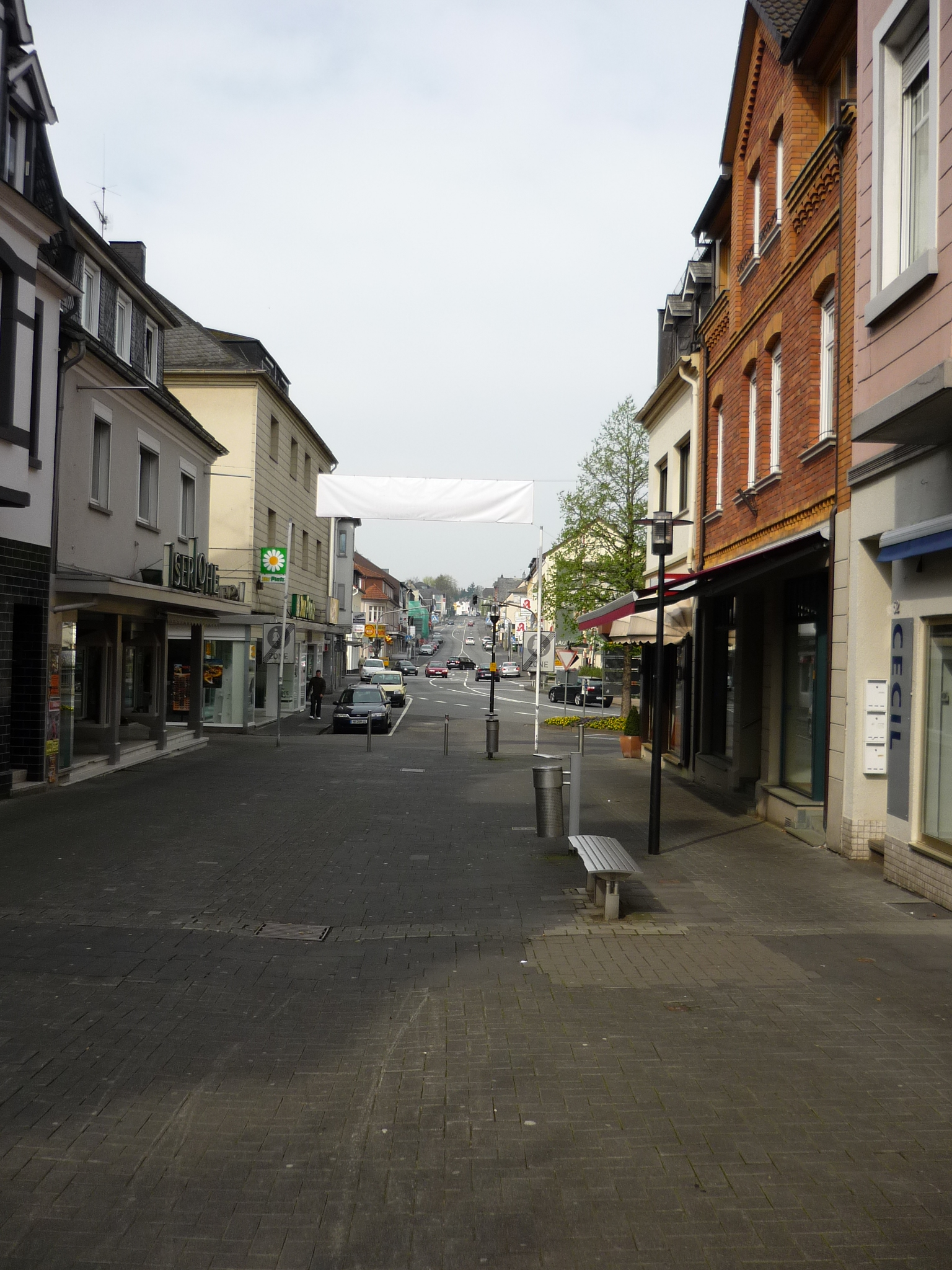
Blick von der Wilhelmstraße in die Kölner Straße

Seit dem 27. November 2015 führt Altenkirchen den Titel Fair-Trade-Stadt und war zum Zeitpunkt der Verleihung eine von 382 Städten in Deutschland die ihn führten.

### Ansässige Unternehmen
Das Unternehmen WERIT Kunststoffwerke W. Schneider GmbH & Co. KG hat seit 1949 seinen Hauptsitz in der Kreisstadt Altenkirchen. Es ist auf die Herstellung von Lager- und Transportbehälter, Industrietanks, Heizöltanks und Zubehör für Elektroinstallationen spezialisiert.
Zwischen Altenkirchen und Almersbach findet sich im Wiedtal die Papierfabrik Interface Solutions GmbH (ehemals Ahlstrom Altenkirchen GmbH davor Jagenberg).
Ferner hat der Omnibusbetrieb Martin Becker seinen Sitz in Altenkirchen. Das Unternehmen betreibt Öffentlichen Personennahverkehr in den Kreisen Altenkirchen, Rhein-Lahn, Neuwied, im Westerwaldkreis und darüber hinaus Reisebusverkehr.
In den letzten Jahren entstanden mit dem Industrie- und Gewerbegebiet Graf-Zeppelin-Straße und den Gewerbegebieten Siegener Straße, Rudolf-Diesel-Straße und Auf den sechs Morgen Flächen zur weiteren Ansiedlung von mittelständischen Unternehmen.

### Verkehr

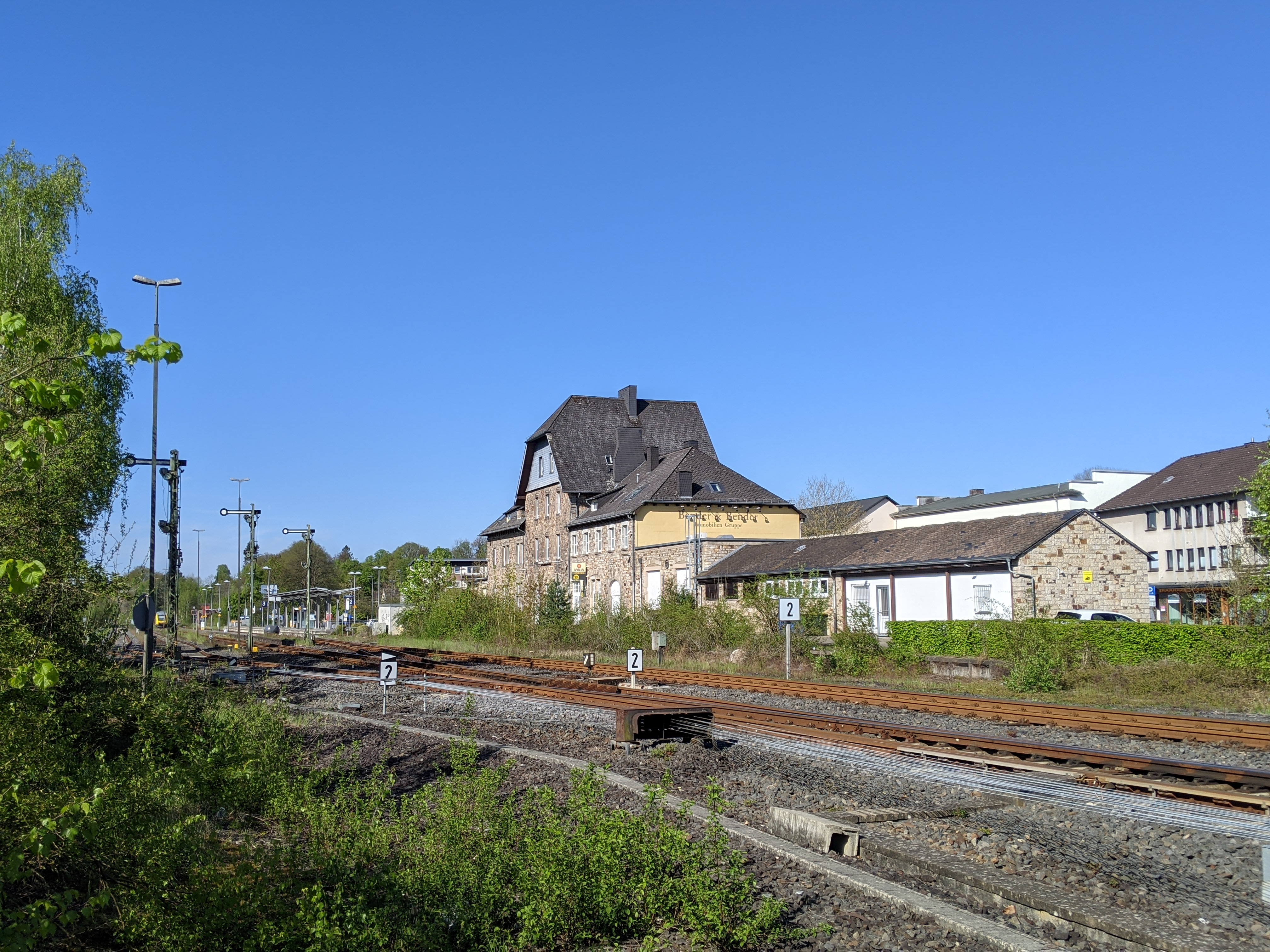
Der Bahnhof von Altenkirchen

Die Kreisstadt Altenkirchen liegt am Schnittpunkt der Bundesstraßen 8, 256 und 414.
Der Bahnhof Altenkirchen ist an die Regionalbahnlinie RB 90 Westerwald-Sieg-Bahn (Kreuztal–Siegen–Kirchen-Betzdorf–Au–Altenkirchen–Hachenburg–Unnau-Korb−Westerburg–Limburg (Lahn)) angebunden, die von der Hessischen Landesbahn, Bereich Dreiländerbahn, als Teil des Rheinland-Pfalz-Taktes täglich im Stundentakt betrieben wird.
Der Bahnhof Au (Sieg) liegt ca. 12 km nördlich von Altenkirchen an der Siegstrecke. Dort besteht Anschluss an den Rhein-Sieg-Express nach Aachen über Düren, Köln und Siegburg; in der Gegenrichtung über Betzdorf nach Siegen sowie zur S 12 nach Düren.
In Altenkirchen endet die Holzbachtalbahn (Altenkirchen–Siershahn), auf der seit 1984 kein Personenverkehr mehr stattfindet. Die Strecke wird seit 2006 wieder im Güterverkehr genutzt.
Seit dem 1. August 2002 ist der VRS-Tarif im Übergang auf den Schienenstrecken im Landkreis Altenkirchen gültig. Der Landkreis Altenkirchen ist zudem seit 1. Januar 2009 Mitglied im Verkehrsverbund Rhein-Mosel (VRM). Der VRM-Tarif gilt für Fahrten innerhalb des Landkreises sowie in den Landkreis Neuwied oder andere Landkreise, die Mitglied im VRM sind.
Unweit von Altenkirchen liegt der Marienwanderweg entlang der Nister von Marienthal nach Marienstatt.

## Bildung
- Grundschulen
  - Pestalozzi-Grundschule
  - Erich-Kästner-Grundschule

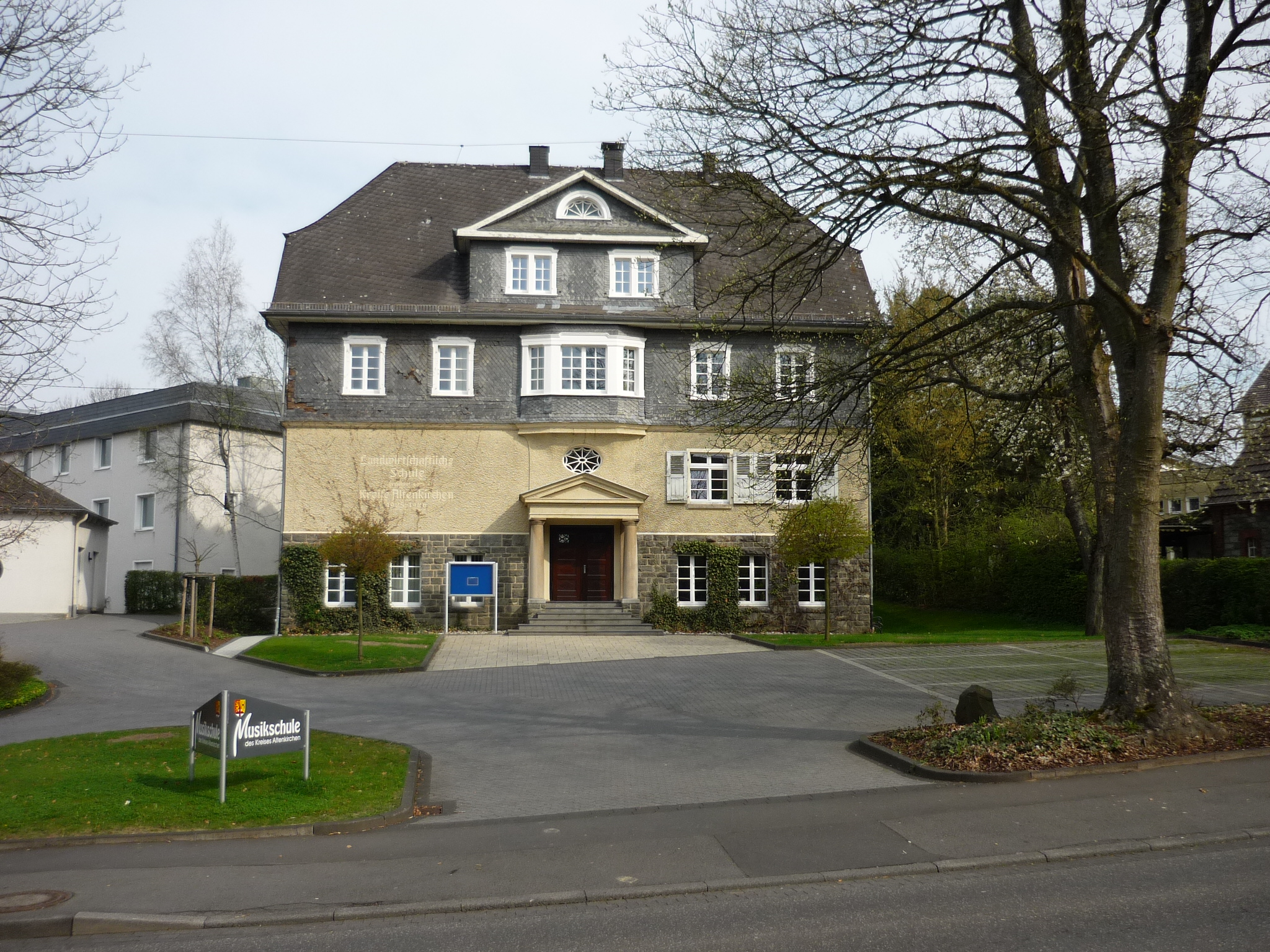
Musikschule

  - Freie Evangelische Bekenntnisschule Altenkirchen (Privatschule)
- Weiterführende Schulen
  - Westerwald-Gymnasium
  - August-Sander-Schule (Realschule plus) und Fachoberschule Altenkirchen
- Kreismusikschule
- Kreisvolkshochschule
- Evangelische Landjugendakademie
- Kindergärten und Kindertagesstätten
  - Traumland Altenkirchen-Honneroth
  - Katholischer Kindergarten Sankt Jakobus
  - Evangelische Kindertagesstätte Arche
  - Kindertagesstätte Glockenspitze
- GLW Westerwald e. V., Gemeinschaftslehrwerkstatt für berufliche Bildung

## Bibliotheken
- Kreismedienzentrum
- Öffentliche Bücherei der Ev. Kirchengemeinde Altenkirchen
- Seit 2014 befindet sich in Altenkirchen ein öffentlicher Bücherschrank (Bahnhofstraße)

## Museen
- Heimat- und Museumsscheune (Regionalgeschichtliches Museum) in der Nachbargemeinde Helmenzen
- Historisches Quartier (Dauerausstellung zur Stadtgeschichte), Marktstraße

## Kultur und Sehenswürdigkeiten

### Kultur und Brauchtum

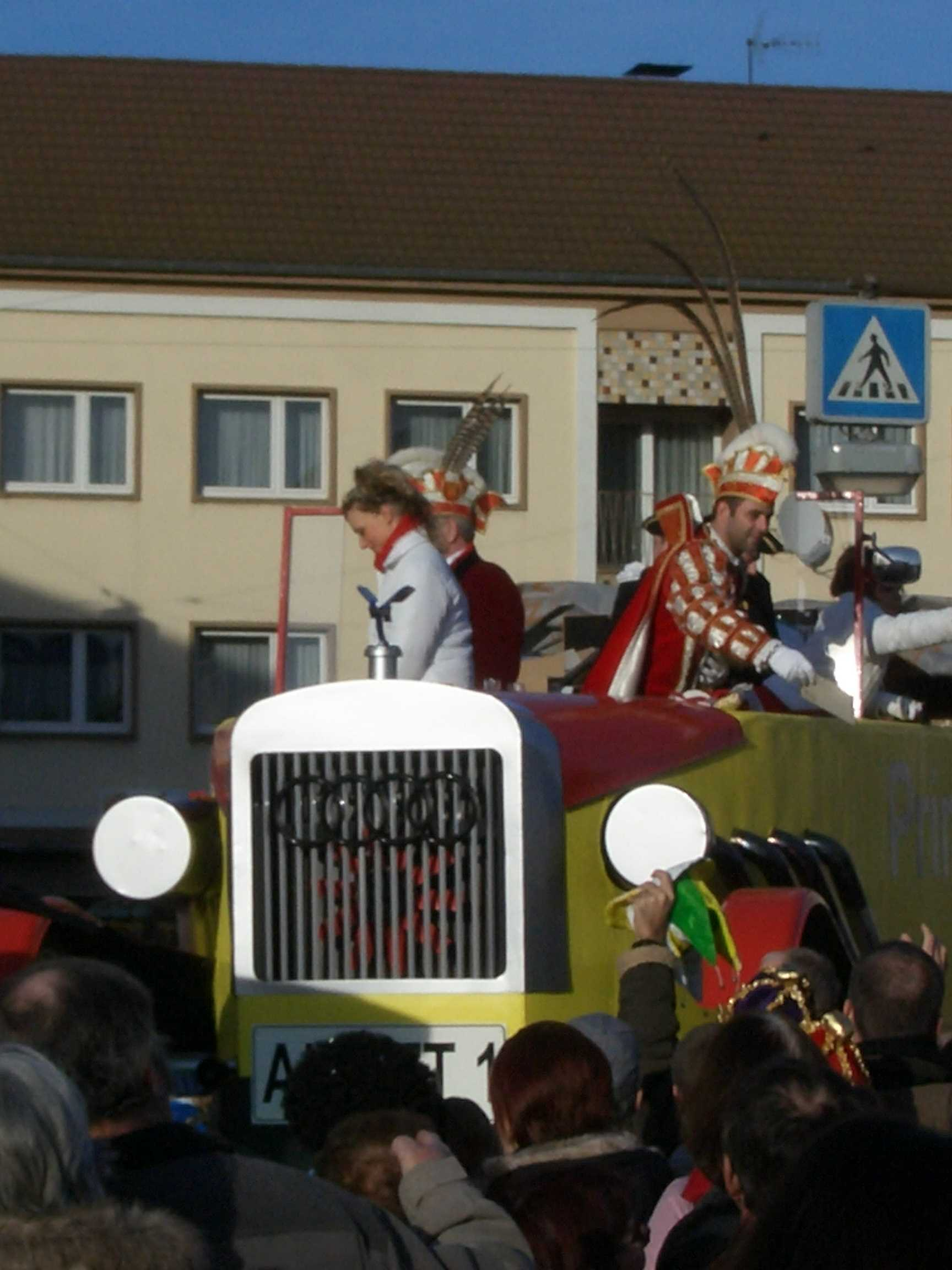
Karnevalsumzug

Das Haus Felsenkeller ist eine Bildungs- und Begegnungsstätte, die Seminare für Menschen aller Altersgruppen, sozialer Schichten und kultureller Hintergründe anbietet.
Zu Beginn der 1980er Jahre wurde die Stadthalle errichtet und im Jahr 2021 wegen der Belastung mit Schadstoffen geschlossen.
Höhepunkte des Jahres sind der Umzug der Karnevalsgesellschaft Altenkirchen 1972 am Karnevalssonntag, die Maifete am ersten Maiwochenende, das Schützenfest der Altenkirchener Schützengesellschaft 1845 Anfang Juli sowie das Oktoberfest. Der Karnevalsruf Altenkirchens heißt: „Alekerje, schepp-schepp“.
Aus dem alten Thomas-Markt (Dommesmarkt) am 21. Dezember ging der Altenkirchener Weihnachtsmarkt hervor. Am letzten Freitag im Oktober findet der Simon-Juda-Markt statt. Dieser Jahrmarkt, auf dem früher nicht nur Gegenstände des täglichen Bedarfs, sondern vor allem Vieh gehandelt wurde, wurde nach dem großen Brand von 1728 eingerichtet und 1816 durch die preußische Regierung bestätigt.

### Gedenkstätten

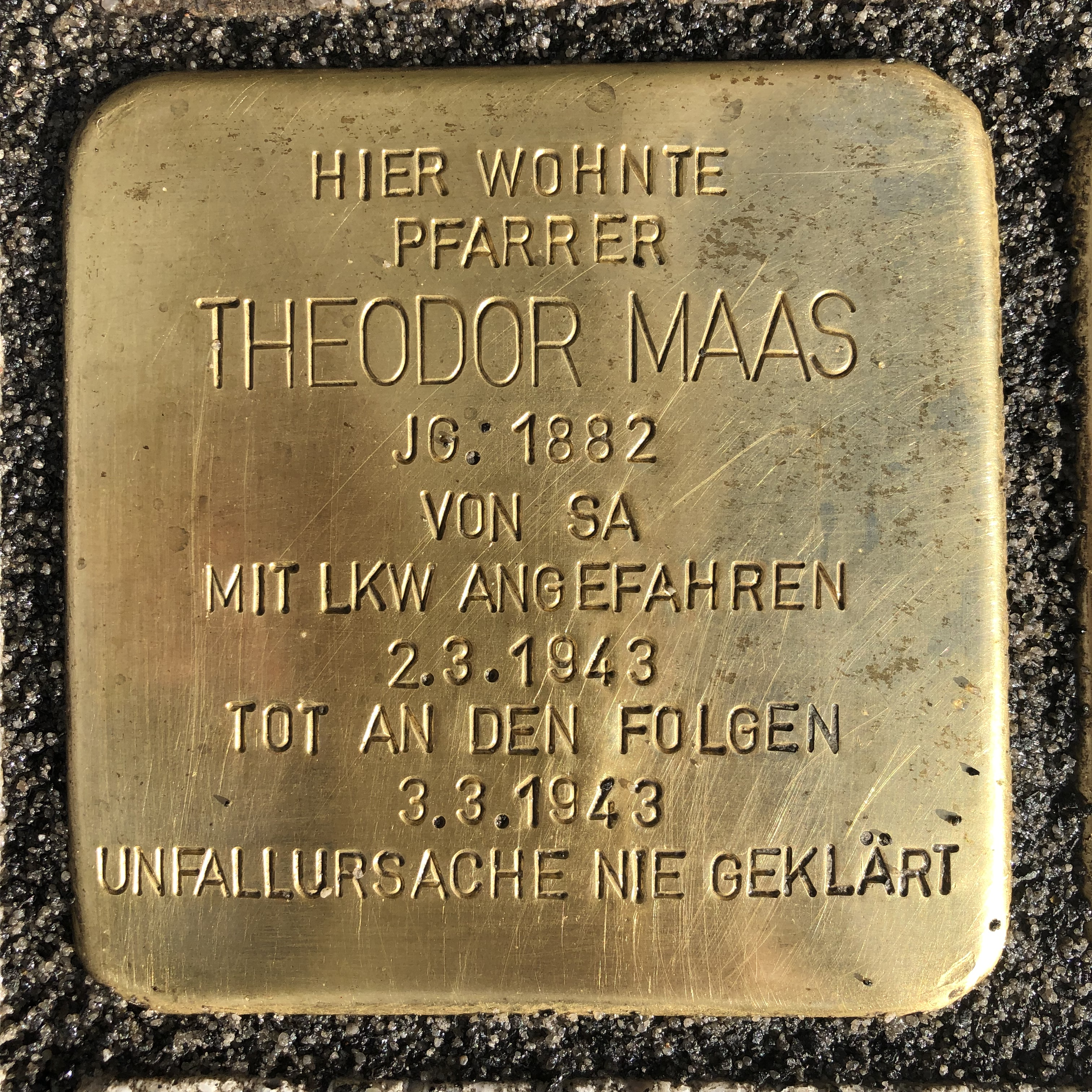
Stolperstein zur Erinnerung an Theodor Maas in der Kirchstraße, verlegt am 3. Februar 2022

An die jüdische Gemeinde in Altenkirchen und den umliegenden Dörfern vor 1933 erinnern heute der Jüdische Friedhof Altenkirchen, das 1978 von Erwin Wortelkamp geschaffene und am 9. November 1978 errichtete Mahnmal („Flammenmal“) rechts vor der Evangelischen Kirche und die am 9. November 1989 errichtete Gedenktafel am Standort der ehemaligen Synagoge in der Frankfurter Straße sowie eine 1990 installierte Erinnerungstafel an die jüdischen Mitbürger, die sich am Ehrenmal („Auf dem Dorn“) befindet. Am 3. September 2021 wurden in der Marktstraße, Am Weyerdamm und in der Rathausstraße die ersten 19 Stolpersteine verlegt.

### Sport
In Altenkirchen wird mit dem Burg-Wächter Ladies Open ein internationales Tennisturnier ausgetragen.

### Sehenswürdigkeiten
- Die Privilegierte Apotheke (untere Wilhelmstraße, Fußgängerzone) gehört zu den wenigen historischen Bauwerken, die die Zerstörungen Altenkirchens überstanden haben. Die Apotheke ist eine ältesten und traditionsreichsten im Westerwald; ihre Geschichte lässt sich bis ins Jahr 1699 zurückverfolgen, als sie von dem Hachenburger Apotheker Johann Philipp Härtling als Zweigapotheke gegründet wurde. Nach zweimaligen Besitzerwechsel erhielt 1717 der Apotheker Christian Scharff das von Herzog Johann Wilhelm zu Sachsen unterzeichnete „Privileg“, die Apothekenlizenz; diese garantierte ihm Gebietsschutz für Altenkirchen und die Saynischen Lande. Nach zahlreichen Besitzerwechseln übernahm sie 1912 der Aachener Apotheker Franz Malmedie, dessen Enkel sie heute führt. Seit 1984 steht das Gebäude unter Denkmalschutz; 1997 erfolgte eine Außenrenovierung.[20]
- Am Marktplatz befinden sich einige restaurierte Fachwerkhäuser bzw. Hausfassaden aus der Gründerzeit. Inmitten des Platzes wurden bei der Neuanlage der Innenstadt als Fußgängerzone in den 1970er Jahren eine Brunnenanlage und treppenförmige Sitzgelegenheiten geschaffen.

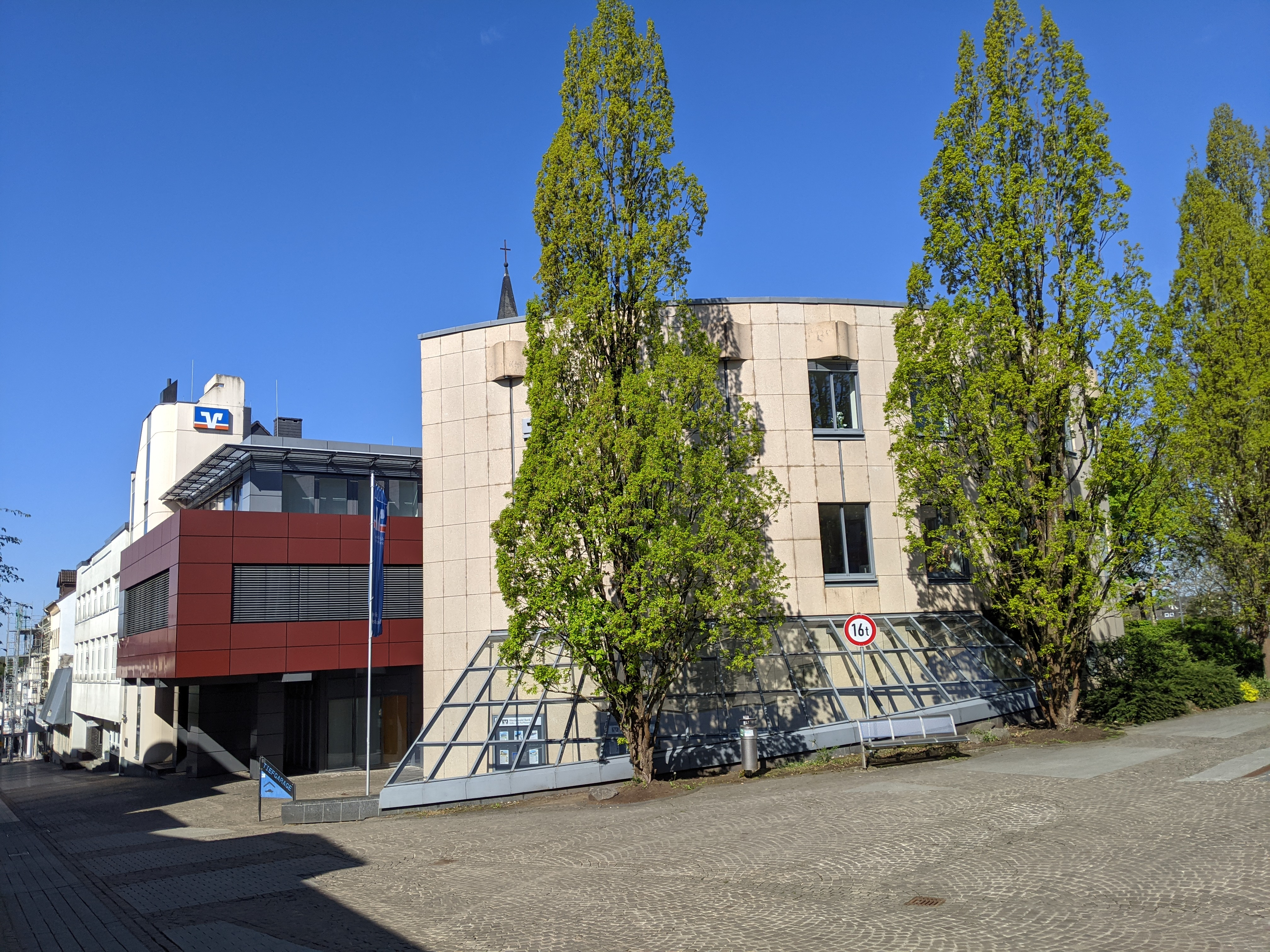
Westerwaldbank in Altenkirchen

- Der Schlossplatz, dessen Bezeichnung an das ehemalige Schloss Altenkirchen erinnert, ist seit seiner Neugestaltung in den 1990er Jahren geprägt durch die Postmoderne Architektur der Neubauten der Westerwald Bank und der Kreissparkasse Altenkirchen. Diese Stadtsanierung setzt sich in Neubauten in dem nahen Saynstraßen-Quartier fort.
- Der Park de Tarbes befindet sich 500 m im Norden der Innenstadt; am Eingang ein der Partnerstadt Tarbes gewidmetes Denkmal. Er umfasst u. a. einen größeren Teich und eine Boule-Spielanlage. Angrenzend liegen der jüdische Friedhof Altenkirchen und ein Festplatz. Die Grünzone des Parks setzt sich nach Norden in den nahen Ortsteil Honneroth fort.
- Der Bismarckturm befindet sich auf einer Erhebung namens Dorn im Süden der Stadt auf 282 m Höhe; der Turm folgt architektonisch der Tradition der um 1900 entstandenen Bismarcktürme. Zu seiner Erhaltung wurde am 6. August 2008 der „Förderverein Bismarckturm Altenkirchen e. V.“ gegründet.

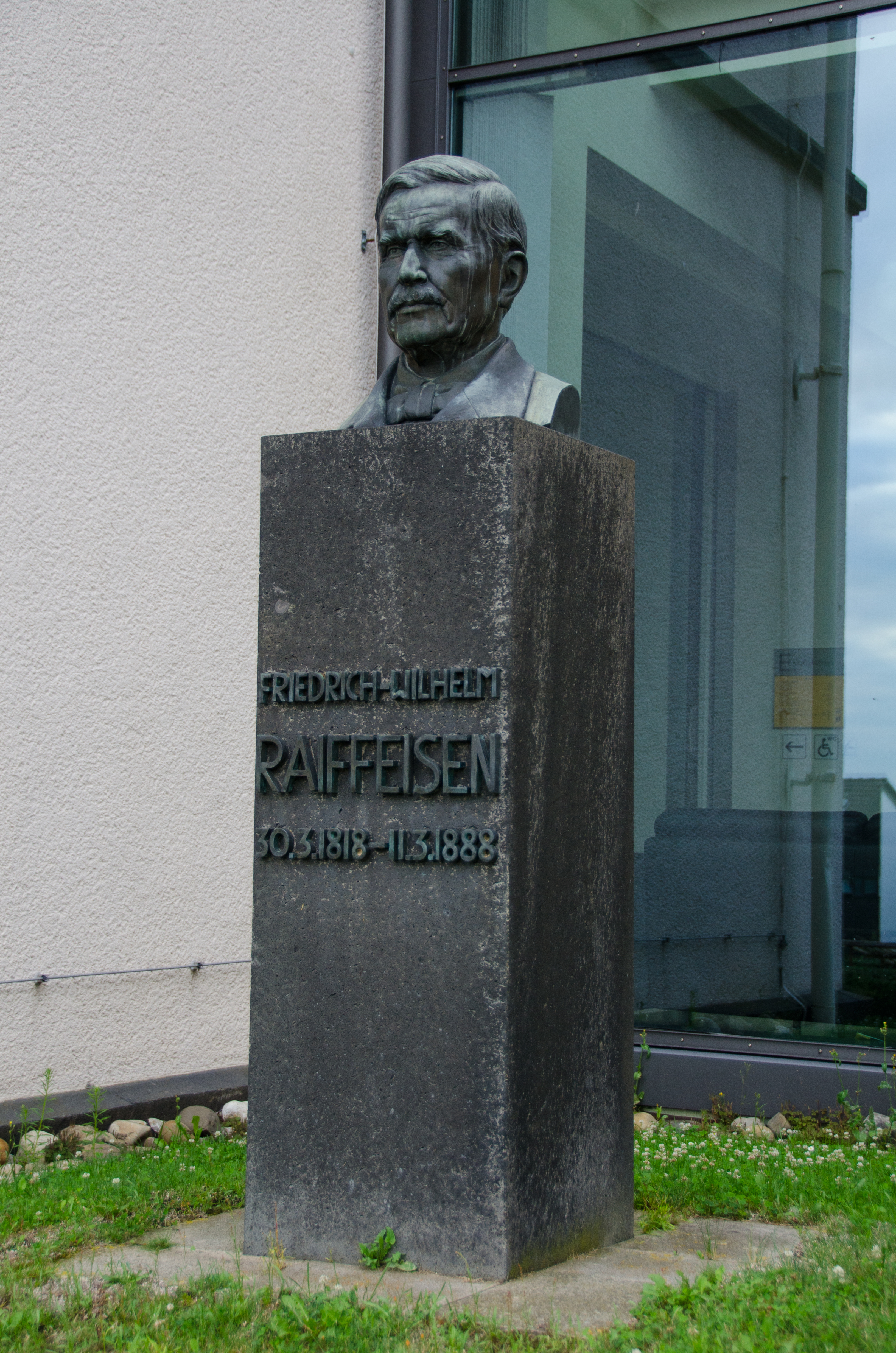
Büste Raiffeisen

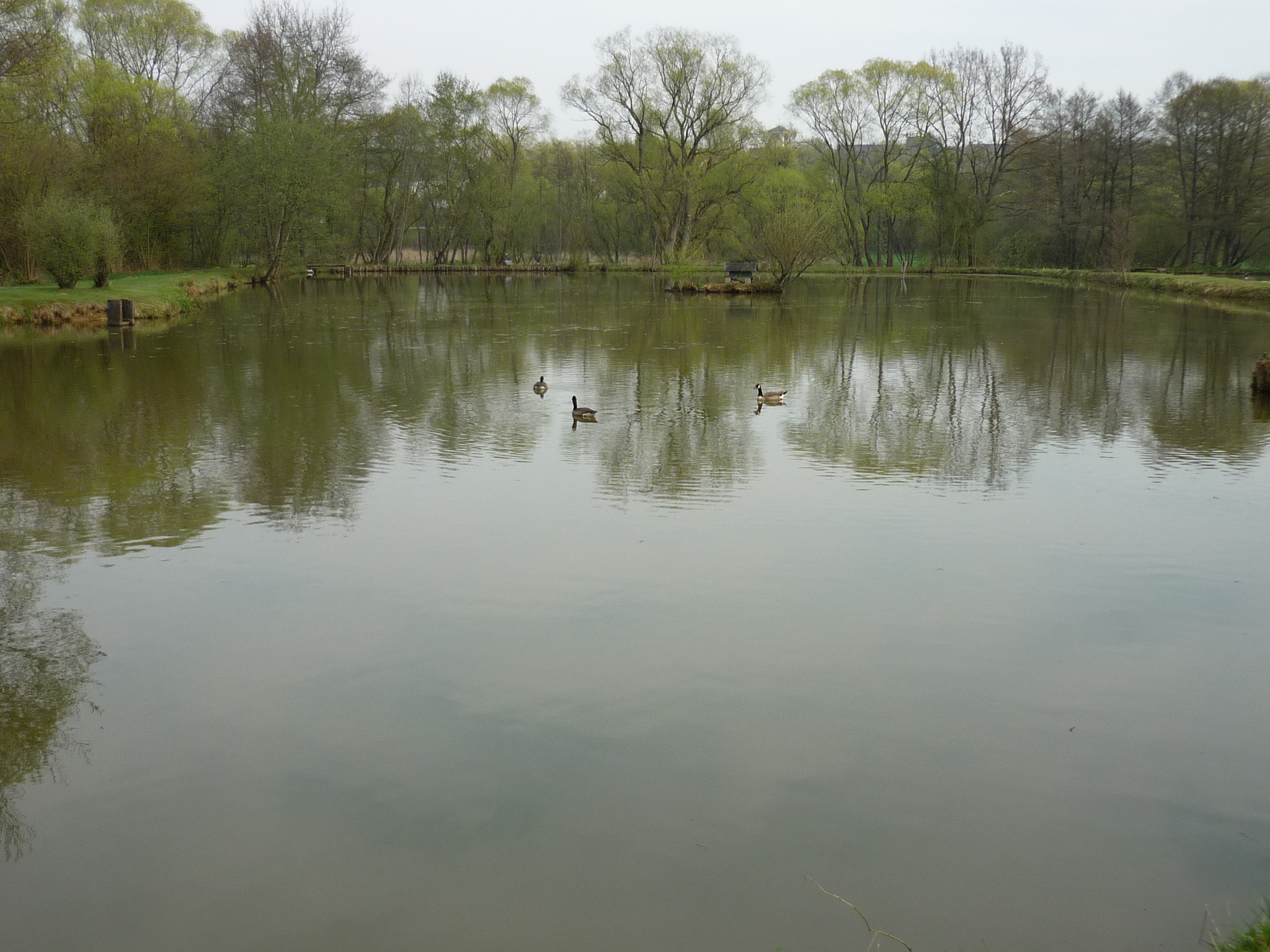
Angelteiche im Wiesental

- Die Bronzebüste Friedrich Wilhelm Raiffeisens steht vor dem Gebäude der Kreisverwaltung in der Parkstraße; das Original der Büste befindet sich im Innenhof der Regierung von Niederösterreich in Wien.
- Das südlich der Innenstadt gelegene Wiesental (mit dem 434 ha großen Landschaftsschutzgebiet „Im Dorn“), das dem Lauf der Wied folgt, ist ein beliebtes Naherholungs- und Wandergebiet, durch das u. a. auch der Wiedwanderweg weiter nach Michelbach verläuft.

## Religion

### Evangelisch
- Evangelische Kirchengemeinde Altenkirchen
- Altenkirchen ist Sitz des Kirchenkreises Altenkirchen

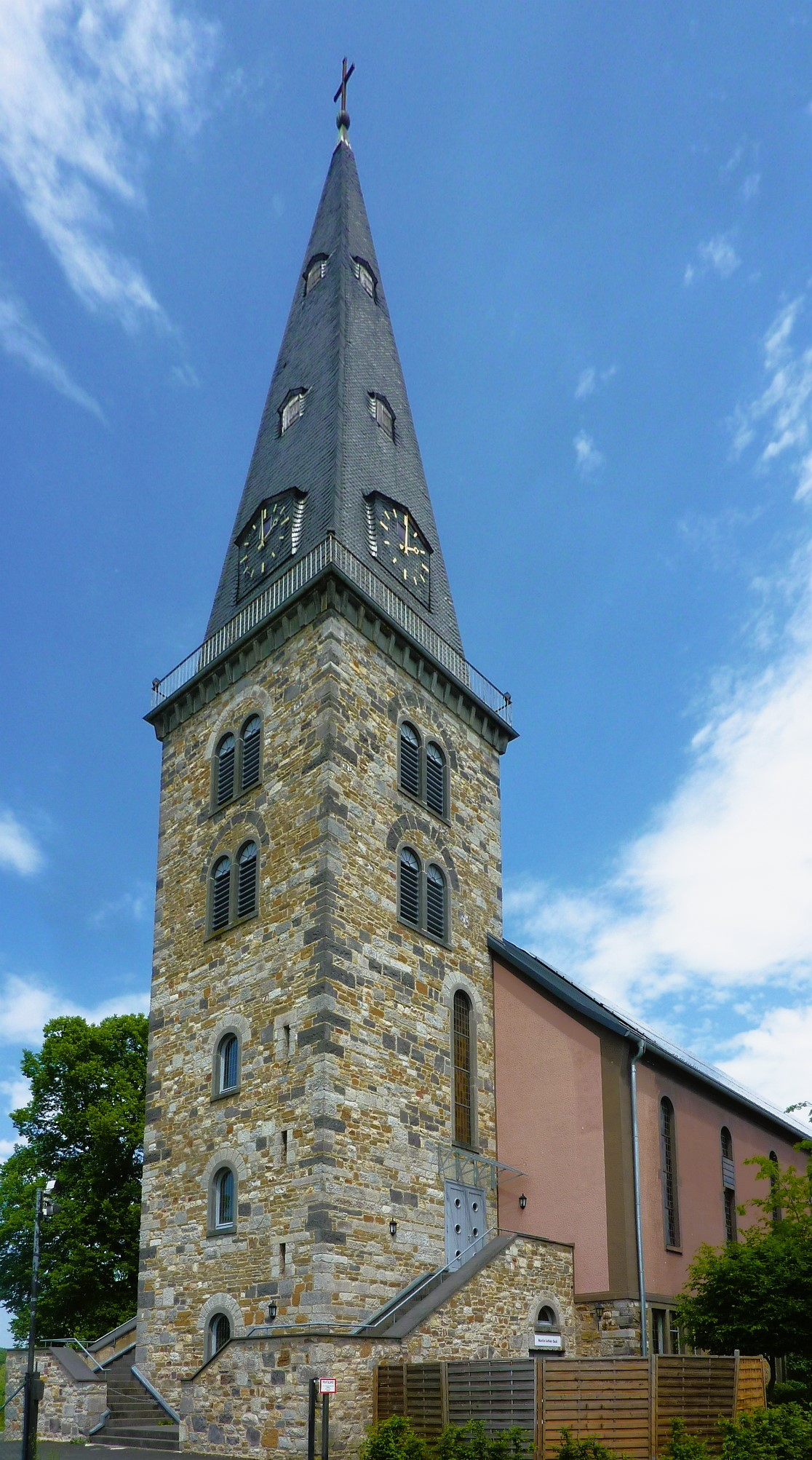
Evangelische Christuskirche

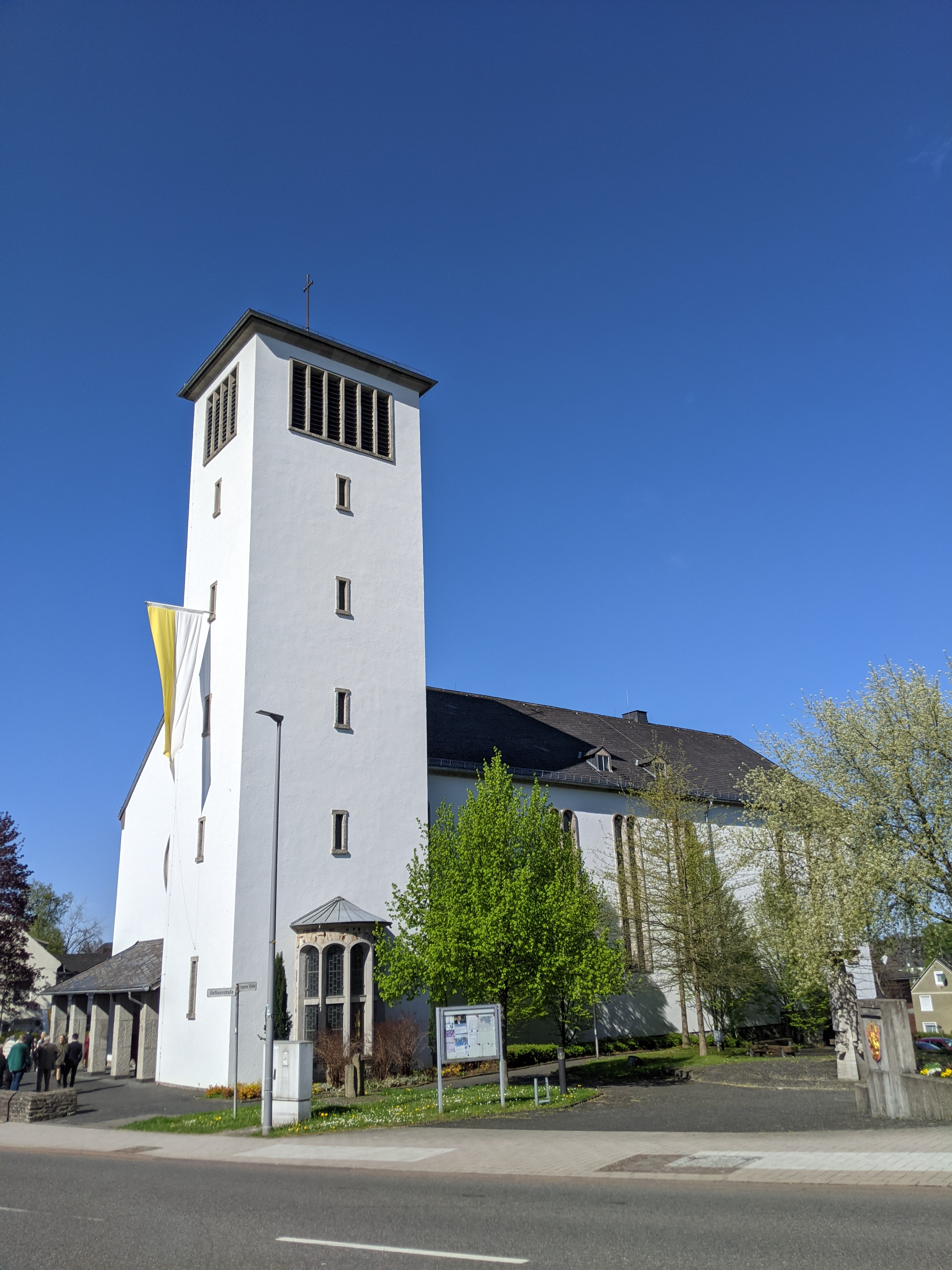
Katholische Kirche

Die Kreisstadt Altenkirchen ist geprägt durch die aus der Reformation hervorgegangenen Kirchen. Bis zur Einführung der preußischen Union im Jahre 1817 gab es neben der reformierten auch eine lutherische Gemeinde, die das Kirchengebäude simultan nutzten. Seit 1967 ist Altenkirchen Sitz des Superintendenten des Kirchenkreises Altenkirchen, der zur Evangelischen Kirche im Rheinland gehört.

### Römisch-Katholisch
- Katholische Kirchengemeinde Sankt Jakobus und Joseph Altenkirchen

Die römisch-katholische Pfarrgemeinde zählt zum Seelsorgebezirk Westerwald des Kreisdekanats Altenkirchen im Erzbistum Köln.
Ein katholisches Kirchengebäude wurde zwischen 1851 und 1853 errichtet, weil der von der Gemeinde bis dahin genutzte Münzflügel des Schlosses wegen Baufälligkeit geschlossen worden war.
Das Kirchengebäude wurde im Zweiten Weltkrieg zerstört. 1950 wurde der Grundstein zu einer neuen Pfarrkirche gelegt, die am 26. Juli 1952 vom Kölner Erzbischof Joseph Kardinal Frings konsekriert wurde.

### Freikirchen
- Evangelische freie Gemeinde Altenkirchen
- Evangelische Baptistengemeinde Altenkirchen
- Evangelische Gemeinschaft Altenkirchen
- Evangelisch-Freikirchliche Gemeinde Altenkirchen
- Freier Bibelstudienkreis Gut Honneroth
- Friends of Jesus Altenkirchen
- Gemeinschaft der Siebenten-Tags-Adventisten
- Mennoniten Brüdergemeinde Altenkirchen

### Sonstige Religionsgemeinschaften
- Jehovas Zeugen Versammlung Altenkirchen

## Persönlichkeiten

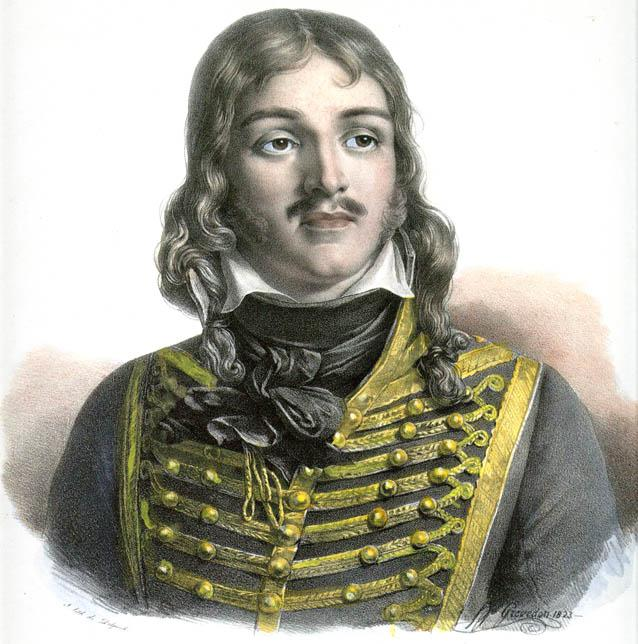
François Séverin Marceau

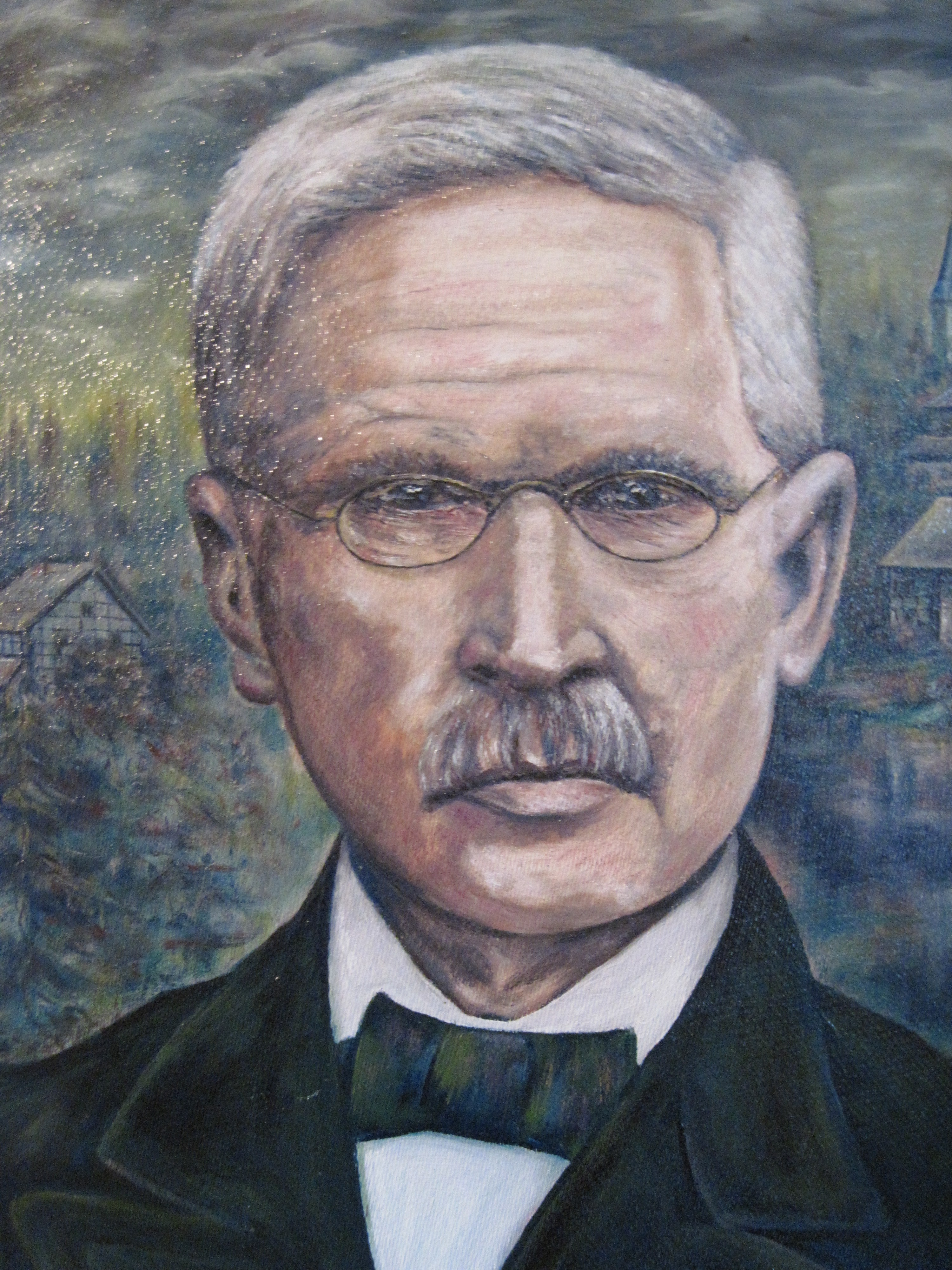
Friedrich Wilhelm Raiffeisen

### Söhne und Töchter der Stadt
- Dirk Adorf (* 1969), Rennfahrer
- Gerhard Augst (* 1939), Sprachwissenschaftler
- Sabine Bätzing-Lichtenthäler (* 1975), Politikerin
- Frank M. Bischoff (* 1959), Archivar
- Julian Braun (* 1995), Radrennfahrer
- Elisabeth Consbruch (1863–1938), Pädagogin und Frauenrechtlerin und 1919 eine der sechs ersten weiblichen Stadtverordneten von Kassel
- Ivan Franjić (* 1997), Fußballspieler
- Johann Jakob Geelhausen (1692–1737), Mediziner und Rektor der Karls-Universität Prag
- Frank Glatzel (1892–1958), Politiker
- Marie Gülich (* 1994), Basketballspielerin
- Dieter Hackler (* 1953), ehemaliger Bundesbeauftragter für den Zivildienst
- Dittmar Hahn (* 1943), ehemaliger Richter am Bundesverwaltungsgericht
- Anke Hassel (* 1965), Soziologin und Hochschullehrerin
- Josef Hilgers (1889–1960), General
- Claus Koch (* 1967), Jazzmusiker
- Ernst Lindemann (1894–1941), Offizier der Kaiserlichen Marine und später der Kriegsmarine, Kommandant des Schlachtschiffes Bismarck
- Heinrich August Luyken (1864–1947), Schriftsteller in Esperanto
- Friederike Elisabeth von Sachsen-Eisenach (1669–1730), Herzogin von Sachsen-Weißenfels
- Dirk Schiefen (* 1979), Musiker
- Dirk Seiler (* 1967), Schlagzeuger
- Georg Stoll (1828–1883), Reichstagsabgeordneter
- Hermann Traut (1866–1931), Bibliothekar[22]
- Albert Walkenbach (1914–1985), Theologe
- Erich Wenderoth (1896–1993), Jurist und Mitgründer der Rheinischen Post
- Jürgen Zeltinger (* 1949), Rocksänger

### Weitere Persönlichkeiten
Folgende Persönlichkeiten sind keine gebürtigen Altenkirchener, haben aber in der Stadt gewirkt oder gelebt:
- Alfred Beth (* 1940), ehemaliger Staatsminister für Umwelt und Gesundheit des Landes Rheinland-Pfalz
- Wilhelm Boden (1890–1961), ehemaliger Ministerpräsident von Rheinland-Pfalz
- Julius Budge (1811–1888), Anatom
- Curt Englaender (1902–1983), ehemaliger Präsident des Oberverwaltungsgerichts Rheinland-Pfalz
- Heiner Feldhoff (* 1945), Schriftsteller
- Carl Otto Fey (1894–1971), Maler
- Erhard Geyer (* 1939), ehemaliger Bundesvorsitzender des Deutschen Beamtenbundes
- Bernhard Grzimek (1909–1987), Zoologe, kooperierte 1938 mit dem Kreisveterinäramt in AK zur Bekämpfung der Rinder-Tb[23]
- Emil Haas (1903–1977), Bürgermeister von Altenkirchen
- Otmar Hesse (* 1940), evangelischer Theologe und ehemaliger Oberbürgermeister von Goslar
- Frank G. Hirschmann (1955–2021), Historiker
- Klaus Immer (1924–2022), Agronom und Politiker
- Karl Rainer Kilches (* 1945), ehemaliger Richter am Bundesfinanzhof
- Hermine Körner (1878–1960), Schauspielerin und Regisseurin
- Theodor Maas (1882–1943), Pfarrer und NS-Opfer
- François Séverin Marceau (1769–1796), französischer General
- Frank Mella (* 1949), Redakteur, Kolumnist, Träger des Bundesverdienstkreuzes und „Erfinder“ des Deutschen Aktienindex DAX[24]
- Krzysztof Meyer (* 1943), Komponist
- Hans Nüsslein (1910–1991), Tennisspieler, Profi-Weltmeister 1933, 1936, 1937
- Friedrich Wilhelm Raiffeisen (1818–1888), Sozialreformer
- Reinhold Schenk (1930–2010), ehemaliger Botschafter in Schweden und Iran
- Bernhard Constantin von Schoenebeck (1760–1835), Mediziner und Autor
- Salamat Schiftah (1938–2023), Naturwissenschaftler, Poet und Musiker
- Ewald Schnug sen. (1930–2013), Gärtnermeister, Träger des Bundesverdienstkreuzes, 1. Beigeordneter, Hegeringleiter und Kreisjagdmeister[25]
- Ewald Schnug (* 1954), Agrarwissenschaftler, Hochschullehrer und Forscher, Ehren-Präsident des Internationalen Wissenschaftlichen Zentrums für Düngung (CIEC)
- Hanns Sinzig (1901–1992), 1948 bis 1966 Landrat des Kreises Altenkirchen
- Ralph Szepanski (* 1967), Journalist
- Volker Wangenheim (1928–2014), Dirigent und Komponist
- Margret Wintermantel (* 1947), Präsidentin des Deutschen Akademischen Austauschdienstes, zuvor Präsidentin der Hochschulrektorenkonferenz und der Universität des Saarlandes
- Franz-Josef Wuermeling (1900–1986), ehemaliger Bundesminister für Familienfragen